# Klaus Grimmelt
 (août 2025).
Si vous disposez d'ouvrages ou d'articles de référence ou si vous connaissez des sites web de qualité traitant du thème abordé ici, merci de compléter l'article en donnant les références utiles à sa vérifiabilité et en les liant à la section « Notes et références ».
Klaus Grimmelt, né le 11 avril 1948 à Ratingen (Rhénanie-du-Nord-Westphalie), est un patineur artistique allemand, double champion ouest-allemand en 1970 et 1971.

## Biographie

### Carrière sportive
Klaus Grimmelt patine pour le club de Düsseldorf (Düsseldorfer EG). Il est double champion d'Allemagne de l'Ouest en 1970 et 1971.
Il représente son pays à trois championnats européens (1969 à Garmisch-Partenkirchen, 1970 à Léningrad et 1971 à Zurich) et trois mondiaux (1969 à Colorado Springs, 1970 à Ljubljana et 1971à Lyon). Il ne participe jamais aux Jeux olympiques d'hiver.
Il arrête sa carrière sportive après les mondiaux de 1971, à l'âge de 22 ans.

## Palmarès
| Compétitions principales            | 1968 | 1969 | 1970 | 1971 |  |  |  |  |  |  |  |  |  |  |  |
| Jeux olympiques d'hiver             |      |      |      |      |  |  |  |  |  |  |  |  |  |  |  |
| Championnats du monde               |      | 17e  | 17e  | 19e  |  |  |  |  |  |  |  |  |  |  |  |
| Championnats d’Europe               |      | 13e  | 14e  | 13e  |  |  |  |  |  |  |  |  |  |  |  |
| Championnats d'Allemagne de l'Ouest | 3e   | 2e   | 1er  | 1er  |  |  |  |  |  |  |  |  |  |  |  |
|                                     |      |      |      |      |  |  |  |  |  |  |  |  |  |  |  |